# برخودارلي

برخودارلي هي قرية أذربيجانية مهجورة تقع في مقاطعة قازاخ.تسيطر عليها حالياً أرمينيا.